# عبد الكريم حسين سعود
عبد الكريم حسين سعود :(1930 - 4 ديسمبر 2006) شاعر وكاتب سوري. ولد في قرية حَلبَكّو من منطقة جبلة في محافظة اللاذقية، ودرس في مدينة اللاذقية. حصل على إجازة‌ في الحقوق من جامعة دمشق في 1953. وعمل موظّفًا في وزارة الاقتصاد. ثم تابع تحصيله العلمي، فدرس الأدب الفرنسي في جامعة دمشق وتخرّج فيها حاصلًا على الإجازة عام 1968، ثم تابع علومه في جامعة رين 2 في مقاطعة رين الفرنسية وحصل على شهادة الدكتوراه عام 1972. عمل مدرّسًا في قسم الأدب الفرنسي في كلية الآداب في جامعة دمشق مدّة، ثم نقل إلى وزارة الخارجية مستشارًا. له ديوانا شعر وعدة دراسات نقدية. توفي في قرية حلبكو. 

## سيرته
ولد عبد الكريم بن حسين سعود في قرية حرف متور أو يقال حلبكو من منطقة جبلة في محافظة اللاذقية سنة 1930 م/ 1349 هـ. تلقى تعليمه الابتدائي في مدرسة التجهيز بمدينة اللاذقية، وحصل على شهادته الإعدادية في 1946، والثانوية في 1948. التحق بكلية الحقوق في الجامعة السورية بدمشق في 1949 وتخرج فيها سنة 1953 حاصلاً على دبلوم في القانون.

تابع دراسته للأدب الفرنسي بجامعة دمشق، وتابع دراسته العليا في الجامعات الفرنسية، وحصل على دكتوراه في الأدب الفرنسي من جامعة رين 2 في مقاطعة رين الفرنسية.

عمل معلمًا في مدرسة قرية حلبكو في 1948، وموظفًا في وزارة الاقتصاد، وعُيّن أستاذًا محاضرًا للغة والأدب الفرنسي الحديث في جامعة دمشق في‌ أعوام 1970 - 1975، ومحاضرًا في كلية التجارة والاقتصاد ومستشارًا في هيئة تخطيط الدولة.

نقل إلى وزارة الخارجية وعمل في السلك الدبلوماسي من 1975 حتى 1994 في القاهرة وبكين وبروكسل وباريس، وعمل فيها مندوبًا في منظمة اليونسكو للتربية والثقافة والعلوم.

توفي عبد الكريم حسين سعود في قرية حلبكو في 4 ديسمبر 2006م/ 14 ذي القعدة 1427. 

## شعره
ذكره عبد العزيز البابطين في معجمه وقال عن أسلوبه «يلتزم في شعره وحدة الوزن والقافية، التقط فيه بعض الصور من الحياة الواقعية، وعبر به عن رؤيته للحياة، ودعا إلى الأخلاقيات الكريمة، وصور الفتاة العربية في صورتها المثلى وجمالها الأصيل، ورثى أصدقائه وأعلام الأدب العربي الراحلين، واشتكى غربته، وعبر عن آماله وآلامه، مع اهتمام بالصور البيانية البسيطة غير المركبة. له قطعة طريفة عن اللاذقية، وأخرى عن بردى. وله تساؤلات فلسفية حول النفس الأسيرة.»

## مؤلفاته
من دواوينه الشعرية:
- أغانٍ دمشقية مهاجرة، 1994
- إذا امتشقت سيوفك يا دمشق
- أهازيج حب
- لا سلم

من دراساته:
- فن التراجم لدى آندره موراه
- أدب المعركة والتجربة النضاليّة في‌ سوريا في القصّة والشعر
- الإنماء والاشتراكيّات
- أسرار التوحيد في مقامات الشيخ أبي سعيد
- المذاهب الأدبية الحديثة في فرنسا
- العربي سيد القدر
- الشرقيات، ديوان فيكتور هوجو، رسالته الجامعية للدكتوراه